# رنه هیگیتا
ژوزه رنه هیگوییتا زاپاتا (اسپانیایی: José René Higuita Zapata‎; زادهٔ ۲۷ اوت ۱۹۶۶ در مدلین) دروازه‌بان پیشین تیم ملی فوتبال کلمبیا با نام مستعار El Loco (دیوانه) به عنوان یکی از منحصربه‌فردترین دروازه‌بان‌های تمامی دوران به دلیل سبک بازی و بازی‌های مؤثر و گیرایش مطرح شد.
او به عنوان خالق ضربهٔ عقرب دیوانه شناخته می‌شود. این حرکت دروازه‌بان جسور و پرحاشیه تیم ملی کلمبیا در دیدار دوستانه برابر انگلیس در سال ۱۹۹۵ با وجود گذشت سالها هنوز در اذهان باقی‌مانده‌است.  

## زندگی شخصی
او با مگنولیا ازدواج کرده‌است، که حاصل این ازدواج دو فرزند با نام‌های اندرس و پاملا است. همچنین او دارای یک دختر از ازدواج قبلی خود است.

### حاشیه‌ها
در ۱۹۹۳ او به جرم مشارکت در یک فقره آدم‌ربایی و دریافت ۶۴ هزار دلار به مدت ۷ ماه زندانی شد. در یک رسوایی دیگر در ۲۳ نوامبر ۲۰۰۴ تست دوپینگ وجود کوکائین را در خون ایگیتا نشان داد.
در زمین مسابقه او بارها با ریسکهای بی‌مورد تیمش را به دردسر انداخته‌است که در مشهورترین موارد در جام جهانی ۱۹۹۰ مقابل کامرون روژه میلا توپ را از او ربود و با به ثمر رساندن گلی سرنوشت ساز از راهیابی کلمبیا به مرحله یک چهارم نهایی جلوگیری کرد.
رنه از دوستان صمیمی مارادونا بود و در بازی خداحافظی او نیز در سال ۲۰۰۱ شرکت داشته‌است.